# Israel Meir Kegan
Israel Meir (Hacohen) Kegan (Dzyàtlava, 6 de febrer, 1839 - Radun, 15 de setembre, 1933) també conegut com el Chofetz Chaim va ser un famós rabí europeu, que va escriure obres en els terrenys d'halacà i ètica jueva les obres de la qual segueixen tenint un grán impacte en el judaisme.

## Biografia
El Rabí Kegan va néixer a Zhetl (Dzyàtlava), (actualment Belarús) el 6 de febrer de 1838. A l'edat de 10 anys el seu pare va morir, causant que la seva mare es mudés amb tota la família a Vílnius perquè el seu fill pogués continuar els seus estudis. A Vílnius va ser deixeble del rabí Jacob Barit. La seva mare es va tornar a casar, i es va mudar a Radun, Belarús. A l'edat de 17 anys, Kegan es va casar amb la filla del seu padrastre.
Tenia una petita tenda de queviures la qual atenia amb la seva esposa. Per la seva impressionant honestedat la seva tenda s'omplia i per això la tancava d'hora per no llevar-li el negoci als altres botiguers de la ciutat. Després es va dedicar a l'ensenyament del Talmud. Més tard va esdevenir rabí a la ciutat de Radun, creant més tard una Ieixivà de renom mundial. Va ser molt actiu a promoure les causes jueves, i va ser un dels més importants líders del moviment Agudat Israel al principi del segle xx. Els qui ho van conèixer ho van qualificar de ser molt honrat, modest i humil.
Diverses ieixivot s'han nomenat en honor seu, incloent una a Buenos Aires, Argentina, i una altra a Nova York, Estats Units. L'organització nord-americana Chofetz Chaim Heritage Foundation es dedica a disseminar els seus ensenyaments arreu del món.

## Obres del Rabí Israel Meir Kegan
El seu primer i més conegut llibre anomenat Chofetz Chaim (fou publicat en 1873), és un compendi d'halacà que parla de les prohibicions bíbliques contra la difamació i la tafaneria, coneguts en hebreu com lashon harà. Aquest llibre és comunament publicat juntament amb un altre dels seus llibres, Shemirat Halashon (publicat en 1876), que parla dels aspectes filosòfics de l'ús ètic del llenguatge. També és l'autor de l'obra enciclopèdia de halacà anomenada Mixna Berura, una compilació pràctica dels comentaris del Xulhan Arukh Orach Chaim. (6 volums, publicat de 1884 a 1907)
La seva obra escrita és abundant, el seu primer llibre, anomenat Chofetz Chaim va ser publicat anònimament en 1873 a Vílnius; va ser la primera obra dedicada enterament a les lleis jueves sobre la difamació, la calúmnia, les xafarderies i la seva importància. Aquesta obra va ser un gran èxit i va ser objecte d'edicions populars simplificades i abreujades que han arribat fins als nostres dies.
El Rabí Kegan va publicar un suplement anomenat Shemirat HaLashon, que tracta de manera general sobre el llenguatge virtuós i els mitjans per aconseguir-ho. La seva obra Ahavath Chesed, tracta sobre la importància de la caritat i els actes de bondat. També és conegut per haver escrit l'obra Mahane Israel per als jueus inscrits en els exèrcits del Tsar, i Nidhe Israel per a aquells que van decidir emigrar a Occident.
Finalment, el llibre Mixna Berura, va ser escrit entre 1894 i 1907, comenta amb gran detall el Orach Chayim, la part del Xulhan Arukh (el codi legislatiu més important encara autoritzat en el món ortodox) que tracta de les lleis de la vida quotidiana). La Mixnà Berura és actualment considerada com un clàssic en l'estudi de la Halacà.
El Likutei Halachot (col·lecció de lleis) enumera totes les lleis relatives al Temple de Jerusalem, el Chofetz Chaim estava convençut que l'arribada del Messies i l'erecció del Tercer Temple a Jerusalem eren imminents. Una història explica que sempre tenia una maleta preparada davant seu, per la mateixa raó.

## Altres obres
El rabí Kegan va publicar moltes altres obres de caràcter ètic-filosòfic:
- Geder Olam (1890).
- Nidjei Israel (1893).
- Shem Olam (1893).
- Jomat Hadat (1905).
- Giboret Ari(1907).
- Taharat Israel (1910).
- Torat Kohanim (1911).
- Asifat Zekenim (1913).
- Jovat Hashemira (1915).
- Torat Habait (1923).
- Zejor Lemiriam (1925).
- Beit Israel (1925).

Així com obres d'halacà:
- Sefer Hamitzvot Hakatzar(1931).
  - Likute Halachot (5 Volums publicats entre 1900 i 1925).